# Victoria Eugenia Fernández de Córdoba y Fernández de Henestrosa
Victoria Eugenia Fernández de Córdoba y Fernández de Henestrosa (Madrid, 16 d'abril de 1917 - Sevilla, 18 d'agost de 2013) coneguda com a Mimi Medinaceli, va ser una aristòcrata espanyola, XVIII duquessa de Medinaceli, títol al qual s'afegeixen molts altres, i fins a nou vegades amb Grandesa d'Espanya. Fou, així mateix, cap de la casa de Medinaceli, la qual en certa manera va reformar en impulsar la Fundació Casa Ducal de Medinaceli, institució creada per mantenir unit el patrimoni de la casa ducal i, a més afavorir-ne la conservació i promoció cultural. Fou àmpliament reconeguda socialment, especialment a la ciutat de Sevilla, on visqué la major part de la seva vida, gràcies a la seva tasca social i cultural.

## Biografia
Nasqué a Madrid el 16 d'abril de 1917. Filla de Luis Jesús Fernández de Córdoba y Salabert i d'Ana María Fernández de Henestrosa y Gayoso de los Cobos. Els seus padrins de bateig foren els reis Alfons XIII d'Espanya i la seva esposa Victòria Eugènia de Battenberg. La seva infància i part de la seva joventut les passà a Madrid, però el 1931, amb catorze anys, va anar en el mateix tren que la reina Victòria quan aquesta marxà a l'exili amb la instauració de la república. Fou educada en diversos països d'Europa, sabia castellà, anglès i francès. Victoria Eugenia no tornà a Espanya fins a l'any 1937, i s'instal·là a Sevilla de forma permanent i definitiva. Va heretar els seus títols a la mort del seu pare el juliol de 1956.
Va tenir gran reconeixement social, especialment a Sevilla, on va ser impulsora de nombroses activitats culturals, socials, educatives i de recuperació del patrimoni, que fou reconeguda amb la Medalla d'Or de la Creu Roja el 1963, per l'ajuda donada a l'organització i per la creació de col·legis per a nens desafavorits. Tanmateix, sempre va preferir tenir privacitat i dur una vida discreta, i per això no apareixia sovint a la premsa. Gran part d'aquest reconeixement es deu també al fet que fou la principal impulsora i fundadora de la Fundació Casa Ducal de Medinaceli. Aquesta institució fou creada a la dècada de 1980 per iniciativa personal de Victoria Eugenia per tal de preservar unit l'extens patrimoni de la casa de Medinaceli. Els seus germans van renunciar a la part dels béns familiars que els haguessin correspost, quelcom que va permetre conservar-los com una unitat. Des d'ençà aleshores, la fundació ha desenvolupat nombroses accions de caràcter cultural.
El seu palau es convertí en un centre de reunió a mitjans del segle xx. Des de 1966, cada any acostumava a realitzar el ball de debutants a casa seva al voltant de la Fira d'Abril i a la que assistien moltes personalitats espanyoles i internacionals com els prínceps de Mònaco, Rainier i Grace Kelly, Jacqueline Kennedy, entre d'altres. Es diu que aquestes dues famoses estatunidenques van mantenir una gran rivalitat i s'ignoraven durant aquestes celebracions. Així mateix, la relació del cinema amb la duquessa fou forta i al seu palau es va rodar part de la pel·lícula Lawrence d'Aràbia.
Així mateix, profundament religiosa va pertànyer a nombroses organitzacions i confraries religioses, mantenint una relació molt directa amb la Setmana Santa sevillana. Fou cambrera major de la Macarena de Sevilla i germana major de la Pía Unión del Vía Crucis a la Cruz del Campo i de la Archicofradía de Jesús de Medinaceli de Madrid i era especialment devota del Crist de la Salut i el Bon Viatge de la Hermandad de San Esteban, tradicionalment lligada a la casa de Medinaceli.
En els seus últims anys s'havia retirat totalment de la vida social i hagué de fer front a la mort dels seus tres fills grans, però amb especial duresa la de Rafael, empresonat el 1993 per corrupció de menors i tràfic de drogues, i mort el 2001 de sobredosi. Luis morí el 2011 i l'any següent moria l'única filla de Victoria, Ana.
Va morir als 96 anys a la seva residència de la Casa de Pilatos de Sevilla el diumenge 18 d'agost de 2013. El dilluns al matí es realitzà el funeral amb una missa corpore insepulto a la capella de la residència ducal a Sevilla; a la tarda el seu cos fou traslladat a Toledo i enterrat la cripta de l'Hospital de Tavera, una propietat de la família. Al sepeli van assistir els seus familiars i nombroses personalitats, com la duquessa d'Alba, amb qui tenia una gran amistat, el seu fill Carlos Fitz-James Stuart, duc de Huéscar, Natividad Abascal o Alicia Koplowitz.
Amb la seva mort la casa ducal de Medinaceli deixà d'estar unit al cognom Fernández de Córdoba, que l'havia ostentat durant 400 anys. El successor fou Marco von Hohenlohe, net de la duquessa, a qui tenia un gran afecte i, de fet, havia estat tenint cura d'ella durant els seus dos darrers anys de vida. Així mateix, Marco esperà deu mesos per reclamar el títol en senyal de dol per la mort de Victoria Eugenia. La successió implica un canvi de cognom a un d'origen alemany, de fet, Marco ostenta també el títol de príncep de Hohenlohe, antiga casa comtal sobirana del Sacre Imperi Romanogermànic. Tanmateix, això no ha afectat als béns de la Fundació Ducal, institució independent al títol, que és dirigida pel fill menor de la duquessa, Ignacio.

## Família
Es va casar el 1938 amb Rafael de Medina y Vilallonga (1905-1992), alcalde de Sevilla entre els anys 1943 i 1946. El matrimoni va tenir quatre fills, dels quals tres van morir abans que ella.
- Ana (1940-2012)
- Luis (1941-2011)
- Rafael (1942-2011)
- Ignacio (1947)

## Títols
Al llarg de la seva vida va ostentar diversos títols la majoria dels quals va conservar fins a la seva mort, molts d'ells amb Grandesa d'Espanya. Alguns, però, els transmeté durant la seva vida a la seva descendència. Victoria Eugenia fou nou vegades duquessa, el principal d'ells era el de Medinaceli. D'altra banda, fou també dinou vegades marquesa, vint vegades comtessa i quatre vegades vescomtessa. A continuació hi ha la relació de títols segons l'ordre nobiliari amb l'any d'obtenció i el de transmissió; en cas de no constar el segon el conservà fins a la seva mort el 2013.
Ducats
- XVI Duquessa d'Alcalá de los Gazules (1951)
- XV Duquessa de Camiña (1956)
- XIII Duquessa de Ciudad Real (1956)
- IV Duquessa de Dénia (1956)
- XVIII Duquessa de Feria (1956-1969)
- XVIII Duquessa de Medinaceli (1956)
- VIII Duquessa de Santisteban del Puerto (1956-1969)
- XIX Duquessa de Sogorb (1956-1969)
- IV Duquessa de Tarifa (1956)

Marquesats
- XVII Marquesa de Camarasa (1952)
- XIV Marquesa d'Alcalá de la Alameda (1956)
- XIV Marquesa d'Aitona (1956)
- XVII Marquesa de Comares (1956)
- XIX Marquesa de Dénia (1956)
- XVII Marquesa de las Navas (1956)
- XIV Marquesa de Malagón (1956)
- XV Marquesa de Montalbán (1956)
- XX Marquesa de Pallars (1956)
- XVII Marquesa de Priego (1956)
- XIX Marquesa de Tarifa (1956)
- XI Marquesa de Torrecilla (1956)
- XIX Marquesa de Villa Real (1956)
- XV Marquesa de Villafranca (1956)
- XVIII Marquesa de Navahermosa (1956-1969)
- XIII Marquesa de Solera (1956-1969)
- XV Marquesa de Villalba (1956-1969)
- XI Marquesa de San Miguel das Penas y la Mota (1985)
- XIV Marquesa de Cilleruelo (1991)

Comtats
- XIX Comtessa d'Alcoutim (1956)
- XV Comtessa d'Amarante (1957)
- XIV Comtessa d'Aramayona (1956)
- XXIV Comtessa de Buendía (1956)
- XXI Comtessa de Castrojeriz (1956)
- XX Comtessa de Cocentaina (1956)
- XVI Comtessa d'El Castellar (1956)
- LII Comtessa d'Empúries (1956-1987)
- XIX Comtessa de Los Molares (1956)
- XIX Comtessa de Medellín (1956)
- X Comtessa de Moriana del Río (1957-1969)
- VIII Comtessa d'Ofalia (1956-1969)
- XXII Comtessa d'Osona (1956)
- XXVI Comtessa de Prades (1956)
- XV Comtessa de Ricla (1991-2003)
- XIX Comtessa del Risco (1956)
- IV Comtessa de San Martín de Hoyos (2012)
- XVII Comtessa de Santa Gadea (1956)
- XVII Comtessa de Valenza i Valladares (1956)
- XIV Comtessa de Villalonso (1956)

Vescomtats
- XLVI Vescomtessa de Bas (1956)
- XLIV Vescomtessa de Cabrera (1956)
- XII Vescomtessa de Linares (1956)
- XLII Vescomtessa de Vilamur (1956)